# コウノトリ賞
コウノトリ賞（こうのとりしょう）は、兵庫県競馬組合が園田競馬場で施行する地方競馬の重賞競走である。
競走名の「コウノトリ」は、兵庫県の県鳥。

## 概要
2008年に園田競馬場ダート1700mで行われるサラブレッド系3歳馬による兵庫県競馬デビュー限定（リミテッド競走）の重賞競走として創設、当時はハンデ戦だった。
2011年以降は開催されていなかったが、2024年より4歳以上牝馬限定レースとして復活することとなった。距離はダート1870mに変更される。

### 条件・賞金等（2025年）
出走条件
サラブレッド系4歳以上牝馬、兵庫所属
負担重量
定量。55kg。
賞金額
1着800万円、2着280万円、3着160万円、4着120万円、5着80万円。

## 歴代勝ち馬
全て園田競馬場ダートコースで施行。
| 回数  | 施行日         | 距離  | 優勝馬             | 性齢 | 所属 | タイム | 優勝騎手 | 管理調教師 |
| ----- | -------------- | ----- | ------------------ | ---- | ---- | ------ | -------- | ---------- |
| 第1回 | 2008年10月13日 | 1700m | ディアースパークル | 牝3  | 園田 | 1:52.4 | 永島太郎 | 溝橋利喜夫 |
| 第2回 | 2009年10月14日 | 1700m | キヨミラクル       | 牡3  | 園田 | 1:49.7 | 松平幸秀 | 森澤憲一郎 |
| 第3回 | 2010年10月20日 | 1700m | コスモハレルヤ     | 牡3  | 園田 | 1:52.4 | 吉村智洋 | 吉行龍穂   |
| 第4回 | 2024年1月11日  | 1870m | スマイルミーシャ   | 牝4  | 園田 | 2:05.1 | 吉村智洋 | 飯田良弘   |
| 第5回 | 2025年1月16日  | 1870m | ラヴィアン         | 牝5  | 園田 | 2:05.6 | 廣瀬航   | 保利良平   |

### 各回競走結果の出典
- コウノトリ賞　歴代優勝馬 - 地方競馬全国協会